# Johan Hellsten
Johan Hellsten (ur. 25 grudnia 1975 w Malmö) – szwedzki szachista, arcymistrz od 2004 roku.

## Kariera szachowa
Od połowy lat 90. należał do ścisłej czołówki szwedzkich szachistów. Pomiędzy 1996 a 2006 rokiem trzykrotnie reprezentował swój kraj na szachowych olimpiadach, jak również trzykrotnie w drużynowych mistrzostwach Europy (w latach 1997–2005), na których zdobył dwa medale za wyniki indywidualne: złoty (1997, na IV szachownicy) oraz brązowy (2005, na II szachownicy). W 2006 r. zdobył w Göteborgu tytuł mistrza Szwecji.
Na przełomie 1993 i 1994 r. zwyciężył w tradycyjnym turnieju juniorów w Hallsbergu. W 1995 r. podzielił III miejsce w festiwalu Politiken Cup w Kopenhadze (za Larsem Bo Hansenem i Igorem Glekiem). W tym również roku oraz w dwóch kolejnych latach wystąpił w silnie obsadzonych turniejach Sigeman & Co w Malmö. W 1998 r. podzielił II miejsce (za Tigerem Hillarpem Perssonem) w otwartym turnieju w Limhamn. W 2002 r. podzielił I miejsce w Gyuli, natomiast w 2003 r. zwyciężył w Santa Cruz oraz podzielił III miejsce (za Lukiem McShanem i Leifem Erlendem Johannessenem) w kołowym turnieju w Malmö. W 2004 r. zwyciężył (wspólnie z Pablo Lafuente) w Pinamarze oraz podzielił II miejsce (za Dmitrijem Swietuszkinem, wspólnie z Mircea Pârligrasem) w Agios Kirykos, natomiast w 2005 r. podzielił II miejsce (za Julio Grandą Zunigą) w Guayaquil oraz zwyciężył w Santiago.
Najwyższy ranking w dotychczasowej karierze osiągnął 1 października 2006 r., z wynikiem 2592 punktów zajmował wówczas 1. miejsce wśród szwedzkich szachistów.